# Steve Giles
Stephen Cory „Steve“ Giles (* 4. Juli 1972 in St. Stephen) ist ein ehemaliger kanadischer Kanute.

## Erfolge
Steve Giles, der im Alter von acht Jahren mit dem Kanusport begann, nahm viermal an Olympischen Spielen teil, bei denen er in allen Wettkämpfen, bei denen er startete, auch das Finale erreichte. 1992 belegte er in Barcelona im Einer-Canadier über 500 Meter den sechsten Platz, während er über 1000 Meter Neunter wurde. Vier Jahre darauf in Atlanta schloss er den Endlauf im Einer-Canadier über 500 Meter auf dem achten und mit Dan Howe im Zweier-Canadier über 1000 Meter auf dem neunten Platz ab.
Bei den Olympischen Spielen 2000 in Sydney startete Giles lediglich im Einer-Canadier auf der 1000-Meter-Strecke. Als Zweiter seines Vorlaufs qualifizierte er sich direkt für das Finale, das er in 3:56,437 Minuten auf dem dritten Platz hinter dem siegreichen Deutschen Andreas Dittmer und Ledis Balceiro aus Kuba abschloss und somit die Bronzemedaille gewann. 2004 verpasste Giles in Athen in dieser Disziplin als Fünfter knapp die Medaillenränge.
Bereits 1993 gewann Giles in Kopenhagen bei den Weltmeisterschaften die Bronzemedaille im Einer-Canadier über 500 Meter. Auf der 1000-Meter-Distanz gelang ihm 1998 in Szeged der Titelgewinn sowie 2002 in Sevilla der erneute Gewinn der Bronzemedaille. Darüber hinaus belegte er im Einer-Canadier bei den Panamerikanischen Spielen 1999 in Winnipeg über 500 Meter den zweiten Platz und sicherte sich über 1000 Meter die Goldmedaille. 2004 beendete Giles seine Karriere.
Sein Bruder Peter Giles war ebenfalls olympischer Kanute. Steve Giles erwarb zwei Bachelorabschlüsse an der Dalhousie University, von der er auch einen Ehrendoktor der Rechtswissenschaften erhielt. 2001 schloss er ein MBA-Studium an der Saint Mary’s University ab. Giles ist seit 1997 verheiratet und hat zwei Kinder.